# Стрижков, Филипп Васильевич
Филипп Васильевич Стрижков (1769, Сузунский завод — 8 мая 1811, Змеиногорский рудник) — русский специалист горного дела, камнерез, бергмейстер.

## Биография
Родился в 1769 году на Сузунском заводе. Из семьи мастерового. С 1784 года служил промывальщиком, позднее — работник Локтевской шлифовальной мельницы.
С 1802 по 1811 год трудился управляющим Колыванской шлифовальной фабрики, возведённой на основе его проекта.
Под руководством Стрижкова был создан ряд высокохудожественных работ, в частности, базирующаяся на химерах круглая чаша (проект архитектора А. Н. Воронихина) и квадратная чаша с ножкой на постаменте, переданная Александром I в дар Наполеону.
Умер 8 мая 1811 года на Змеиногорском руднике.